# Еміл Калешковський
Еміль Калешковський (мак. Емил Калешковски; 19 березня 1977, Скоп'є) — македонський поет, оповідач і перекладач   .

## Біографія
Калешковський народився 19 березня 1977 року в Скоп'є. Опублікував поезії, новели та переклади у багатьох македонських літературних журналах. Наразі видав поетичні книги: «Чудеса пробудженого розуму» (1997), «Ру» (2001), «Сонце іноді ...» (2006) та «Пропаганда» («Повага до займенників») (2017) . Лауреат премії «Студентське слово» за кращу дебютну колекцію 1997 року. Частину його поезії перекладено та видано англійською, румунською, словенською, хорватською та іншими мовами. Живе і працює в Скоп'є.

## Зовнішні посилання
Сонцето понекогаш... [Архівовано 23 червня 2016 у Wayback Machine.] (мак.)